# Tom Trbojevic

a Compétitions nationales et continentales officielles uniquement.

b Matchs officiels uniquement.
Tom Trbojevic, né le 2 octobre 1996 à Mona Vale (Australie), est un joueur australien de rugby à XIII évoluant au poste d'arrière, d'ailier ou de centre dans les années 2010 et 2020.
Touche à tout jeune, s'adonnant au football australien, rugby à XIII et rugby à XV à l'instar de ses frères Jake Trbojevic et Ben Trbojevic, il opte finalement pour le rugby à XIII et incorpore les équipes jeunes des Manly-Warringah Sea Eagles. Il dispute la National Rugby League à partir de 2015 avant ses vingt ans avec ce dernier au côté de Daly Cherry-Evans et devient véritablement titulaire au poste d'arrière en 2017. Dans une carrière émaillée de blessures, il réalise malgré cela une carrière prestigieuse en NRL et y est un des meilleurs joueurs en étant nommé meilleur joueur de la NRL lors de la saison 2021, sans toutefois disputer de finale.
En sélection australienne, il y fait ses premiers pas dès 2017 remportant la Coupe du monde lors de l'édition 2017 puis quelques autres sélections en 2018 avant d'y revenir seulement en 2024. Concernant le State of Origin, il joue pour la sélection de Nouvelle-Galles du Sud à partir de 2018 où il y devient le titulaire au poste d'ailier puis de centre (le poste d'arrière étant dévolu à James Tedesco) et compte près de dix sélections, il remporte les éditions 2018, 2019 et 2021.

## Biographie
Son frère, Jake Trbojevic, est également joueur de rugby à XIII avec lequel ils ont remporté la Coupe du monde 2017 avec la sélection d'Australie.

## Palmarès
- Collectif :
  - Vainqueur de la Coupe du monde : 2017 (Australie).
  - Vainqueur du State of Origin : 2018, 2019  et 2021 (Nouvelle-Galles du Sud).

- Individuel :
  - Élu meilleur joueur de la National Rugby League : 2021 (Manly-Warringah).
  - Élu meilleur arrière de la National Rugby League : 2021 (Manly-Warringah).

### Coupe du monde
| Édition        | Rang      | Résultats pays | Résultats Trbojevic | Matchs Trbojevic |
| -------------- | --------- | -------------- | ------------------- | ---------------- |
| Australie 2017 | Vainqueur | 6 v, 0 n, 0 d  | 2 v, 0 n, 0 d       | 2/6              |

### Détails en sélection
| 1. | 3 novembre 2017  | France           | 52-6  | Coupe du monde | Ailier | - | - | - | - |
| 2. | 11 novembre 2017 | Liban            | 34-0  | Coupe du monde | Centre | 4 | 1 | - | - |
| 3. | 13 octobre 2018  | Nouvelle-Zélande | 24-26 | Amical         | Centre | - | - | - | - |
| 4. | 20 octobre 2018  | Tonga            | 34-16 | Amical         | Centre | 8 | 2 | - | - |
| 5. | 18 octobre 2024  | Tonga            | 18-0  | Test-match     | Centre | 4 | 1 | - | - |
| 6. | 27 octobre 2024  | Nouvelle-Zélande | 22_10 | Test-match     | Centre | - | - | - | - |
| 7. | 10 novembre 2024 | Tonga            | 20-14 | Test-match     | Centre | 8 | 2 | - | - |

### Détails en club
| Saison | Saison          | Championnat | Championnat  | Championnat | Championnat | Championnat | Championnat | Championnat | State of Origin | State of Origin | State of Origin | State of Origin | State of Origin | State of Origin | State of Origin | Sélection | Sélection | Sélection | Sélection | Sélection | Sélection | Sélection |
| Saison | Saison          | Comp.       | Class.       | M           | Pts         | Ess.        | Buts        | Dp.         | Ed.             | Rés.            | M               | Pts             | Ess.            | Buts            | Dp.             | Compet.   | M         | Pts       | Ess.      | Buts      | Dp.       |           |
| ------ | --------------- | ----------- | ------------ | ----------- | ----------- | ----------- | ----------- | ----------- | --------------- | --------------- | --------------- | --------------- | --------------- | --------------- | --------------- | --------- | --------- | --------- | --------- | --------- | --------- | --------- |
| 2015   | Manly-Warringah | NRL         | 9e           | 9           | 32          | 8           | -           | -           |                 |                 |                 |                 |                 |                 |                 |           |           |           |           |           |           |           |
| 2016   | Manly-Warringah | NRL         | 13e          | 23          | 40          | 10          | -           | -           |                 |                 |                 |                 |                 |                 |                 |           |           |           |           |           |           |           |
| 2017   | Manly-Warringah | NRL         | 1er tour     | 23          | 48          | 12          | -           | -           |                 |                 |                 |                 |                 |                 |                 | CM        | 2         | 4         | 1         | -         | -         |           |
| 2018   | Manly-Warringah | NRL         | 15e          | 22          | 36          | 9           | -           | -           | 2018            | Vainqueur       | 3               | 8               | 2               | -               | -               |           | 2         | 8         | 2         | -         | -         |           |
| 2019   | Manly-Warringah | NRL         | 2e tour      | 12          | 20          | 5           | -           | -           | 2019            | Vainqueur       | 2               | 12              | 3               | -               | -               |           |           |           |           |           |           |           |
| 2020   | Manly-Warringah | NRL         | 13e          | 7           | 16          | 4           | -           | -           |                 |                 |                 |                 |                 |                 |                 |           |           |           |           |           |           |           |
| 2021   | Manly-Warringah | NRL         | Finale prél. | 18          | 112         | 28          | -           | -           | 2021            | Vainqueur       | 3               | 16              | 4               | -               | -               |           |           |           |           |           |           |           |
| 2022   | Manly-Warringah | NRL         | 11e          | 7           | 8           | 2           | -           | -           |                 |                 |                 |                 |                 |                 |                 |           |           |           |           |           |           |           |
| 2023   | Manly-Warringah | NRL         | 12e          | 11          | 40          | 10          | -           | -           | 2023            | Perdant         | 2               | -               | -               | -               | -               |           |           |           |           |           |           |           |
| 2024   | Manly-Warringah | NRL         | 2e tour      | 20          | 68          | 17          | -           | -           |                 |                 |                 |                 |                 |                 |                 |           | 3         | 12        | 3         |           |           |           |
| 2025   | Manly-Warringah | NRL         |              | 3           | 4           | 1           | -           | -           |                 |                 |                 |                 |                 |                 |                 |           |           |           |           |           |           |           |